# Szelevény
Szelevény község Jász-Nagykun-Szolnok vármegye Kunszentmártoni járásában, a vármegye legdélibb települése. Már az őskorban is lakott volt. A település többször teljesen kihalt, elöntötte már a Körös is, de a mai napig – a lehetőségeihez mérten – fejlődik a falu. Közlekedési szempontból kedvezőtlen földrajzi fekvése miatt nincs átmenő forgalom, turisták sem fordulnak jelentős számban, de rengeteg a „rejtett kincs” amely a település hírnevét öregbíthetné, például a horgászatot kedvelőknek a Körös holtágai, vagy maga a Körös.

## Fekvése
Szelevény kistelepülés a Tiszazug szívében helyezkedik el a Hármas-Körös folyó partján. A település egész területe gyakorlatilag tökéletes síkság, így kedvezőek a feltételek a mezőgazdasági területek műveléséhez. Az itteni folyópart része a Körös–Maros Nemzeti Parknak.
Szomszédai: észak felől Cserkeszőlő, a gyógy- és termálfürdőjéről híres település, kelet felől a kistérség központi városa, Kunszentmárton; délkelet felől Nagytőke, dél, illetve délnyugat felől Csongrád-Csanád vármegye északi városai, Szentes és Csongrád, nyugat felől pedig Csépa. Főbb külterületei, amelyek jelentősebb lakosságszámmal rendelkeznek: Szelevény-Halesz és Pálóczipuszta.

### Megközelítése
Közúton három irányból követve közelíthető meg, mindhárom esetben a 44-es főútról letérve. Szolnok-Tiszaföldvár és Szarvas irányából Cserkeszőlő és Kunszentmárton közötti leágazást érdemes választani, és délnyugat felé lekanyarodni a 4511-es számú, 0164-es helyrajzi számú útra. Kecskemét felől vagy Tiszaugnál lehet letérni délkeleti irányban a 4511-esre, vagy Tiszakürt után dél felé a 4514-esre, amiről Csépa központjában ugyancsak a 4511-esre kell rátérni. Szelevény központját ez az út is elkerüli, oda csak az arról leágazó 45 112-es úton lehet eljutni.
Régebben a Körös folyó révjén átkelve Szentes illetve Magyartés felől is el lehetett jutni Szelevényre, de ez a rév ma már nem aktív. Leállítása óta Szelevény a belterületei vonatkozásában zsáktelepülésnek tekinthető.
Vasúton a MÁV 146-os számú Kiskunfélegyháza–Kunszentmárton-vasútvonalán érhető el, amelynek egy megállási pontja van itt. Szelevény megállóhely a községtől északra helyezkedik el, a vonal állomásainak viszonylatában Csépa vasútállomás és Kunszentmárton-Istvánháza megállóhely – illetve utóbbinak 1998 tavaszi bezárása óta Kunszentmárton vasútállomás – között található.

## Története

### Az őskorban
Szelevényen újkőkorszaki eszközöket (nyilakat, íjakat, földművelő tárgyakat) találtak, így arra lehet következtetni, hogy ezen a területen az újkőkorszakban már emberek éltek és valószínűleg a Körös folyót hasznosították öntözéses földművelés céljából. Később kiderült, hogy a település legészakibb házai, a vasútvonal és a vasútállomás egy őskori településre, a Menyasszony-partra épült.

### Ahonfoglaláskorában
A település neve azonban először csak a szláv népek itt tartózkodása idején fordul elő Zelebyn alakban írva. A szláv korszak a honfoglalás megindulásával véget ért. A honfoglalás kori leletek (cserépdarabok) bizonyítják, hogy őseink jártak Szelevényen, és le is telepedtek.

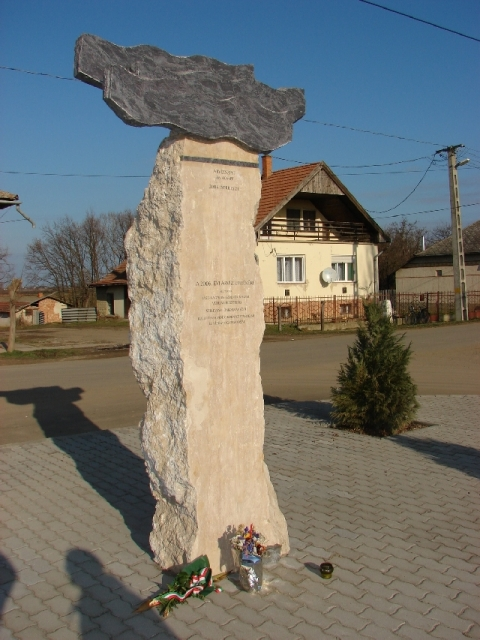
A 2006-os árvíz emlékére felállított emlékmű a település központjában

### A tatárjárástól az 1800-as évek végéig
A tatárjárás következtében a terület nagy részen elnéptelenedett, illetve a házak elpusztultak. A második honalapítás során IV. Béla erre a vidékre telepítette a kunok egy csoportját. (Lásd: Kunszentmárton)
A települést 1389-ben ismét említik ugyancsak Zelebyn néven. A Körös folyó árterülete jó legelőt nyújtott az állattartással foglalkozó embereknek.
A falu 1541 és 1546 között az oszmán-török pusztítások következtében pusztasággá vált. A környék teljesen elnéptelenedett.
1635-ben éled újra, akkor Csongrád vármegyéhez tartozott. Később Pest, Heves valamint Borsod vármegyéhez került, de később visszahelyezték Csongrád fennhatósága alá. 1760-ban 438 ember 1881-ben pedig már 910 ember járta a szelevényi utcákat.
1848-ban ismét Heveshez csatolták, majd a szabadságharc után Szolnok megye fennhatósága alá vonták. 1894-ben Szelevényen már 1336 ember élt. Halesz 1881-ben alakult ki 1894-ben 260-an lakták.

### A 20. században
Harcászati szempontból a magyar Vörös Hadsereg Tiszasasnál átvágta a gátat a román támaszpont elöntésére, de kísérletük nem járt sikerrel, így nagy árvíz lett a Tiszazugban, amelyet Szelevényen csak a templom és az annál magasabban fekvő 13 ház úszott meg. A többi elpusztult, lakói pedig koldusszegények lettek.
A község 1923-ban épült újjá. 1935-ben már több iskolában folyt a tanítás. Szelevényben született Bocskay Katalin tanítónő (1909–2000), Felsőbányai Bocskay Béla gróf, tiszazugi földbirtokos leánya, aki 1938-ban Albrecht főherceghez, a néhai Frigyes főherceg egyetlen fiához ment feleségül.
Önálló háziorvosa illetve a Művelődési háza is az 1950-es évektől van. 1935-ben 2501-en lakták Szelevényt ezek közül 1404-en tanyán, amelyek közül a legnépesebbek a következők voltak: Halesz, Pálóczi-Horváth puszta, a Rét, az Öthalom és a Hosszúhát. Ekkorra már a faluban kőműves, kovács, szabó, borbély, cipész, asztalos, szélmolnár, szikvízgyártó, hentes illetve szatócs kisiparosok dolgoztak. A Kiskunfélegyháza–Kunszentmárton-vasútvonal Lakitelek–Kunszentmárton része 1948-ban épült ide. 1960-tól csökkent a lakosságszám, 1965-ben már csak 1961 fő volt.

### A rendszerváltás után
1992-ig Kunszentmárton fennhatósága alá tartozott. Ebben az évben szakadt el tőle és az első polgármestere dr. Gálos László lett, aki ezután még három önkormányzati választást nyert meg. 2005-ben politikai okok miatt időközi polgármester-választást kellett tartani, amelyet Pánczél Ferenc nyert meg, majd a polgármesteri széket sikerült megtartania a 2006-os, 2010-es és 2014-es választás eredményeként is. A településnek önálló újságja 2006 decemberétől jelenik meg, Szelevény címmel. 2003-ban az általános iskola Móra Ferenc nevét vette fel (azelőtt Petőfi Sándor volt a névadója). A 2007-2008 tanévtől törvénymódosítás miatt az alapfokú oktatás kénytelen volt társulni a cserkeszőlői általános iskolával, így kialakult a Petőfi Sándor ÁMK – Cserkeszőlő-Szelevény–Tiszasas–Tiszainoka.
2006-ban addig nem látott mértékű árhullám vonult le a Körösön, amely hatalmas árvízhez vezetett. A víz szintje 1040 cm körül mozgott. Komoly veszélybe került a település lakossága és ingatlanaik. Szerencsére az árhullám levonult, mielőtt valami katasztrófa történhetett volna. Erre az árvízre emlékezik Szelevény azóta minden év áprilisában (április vége felé, 20. körül); ez a nap lett Szelevény napja.

## Közélete

### Polgármesterei
- 1992–1994: Dr. Gálos László
- 1994–1998: Dr. Gálos László (független)[3]
- 1998–2002: Dr. Gálos László (független)[4]
- 2002–2005: Dr. Gálos László (független)[5]
- 2005–2006: Pánczél Ferenc (független)[6]
- 2006–2010: Pánczél Ferenc (független)[7]
- 2010–2014: Pánczél Ferenc (független)[8]
- 2014–2019: Pánczél Ferenc (független)[9]
- 2019–2019: Kerekesné dr. Holló Helga (Fidesz-KDNP)[10]
- 2019–2024: Kerekesné dr. Holló Helga (Fidesz-KDNP)[11]
- 2024– : Kerekesné dr. Holló Helga (Fidesz-KDNP)[1]

A településen 2005. szeptember 4-én időközi polgármester-választást kellett tartani, mert az előző faluvezetőnek – még tisztázást igénylő okból – megszűnt a polgármesteri tisztsége. Ennek ellenére valószínűnek tűnik, hogy a választáson ő is indult (bár a hivatkozott forrásban a családneve egy betű eltéréssel, Gólos formában szerepel), de 21,25 %-os eredményével, négy jelölt közül csak a harmadik helyet érte el.
2019. március 31-én ismét időközi polgármester-választást kellett tartani a községben, ezúttal az előző polgármester január elején bekövetkezett halála miatt.

## Népesség
A település népességének változása:
| Lakosok száma | 1160 | 1141 | 1061 | 1033 | 959  | 951  | 924  |
|               | 2013 | 2014 | 2017 | 2021 | 2022 | 2023 | 2024 |

2001-ben a település lakosságának közel 100%-a magyar nemzetiségűnek vallotta magát.
A 2011-es népszámlálás során a lakosok 81%-a magyarnak, 0,3% cigánynak, 0,3% németnek mondta magát (19% nem nyilatkozott; a kettős identitások miatt a végösszeg nagyobb lehet 100%-nál). A vallási megoszlás a következő volt: római katolikus 48,9%, református 3,6%, evangélikus 0,2%, felekezeten kívüli 18,7% (28,5% nem nyilatkozott).
2022-ben a lakosság 90,8%-a vallotta magát magyarnak, 0,7% románnak, 0,3% németnek, 0,1% bolgárnak, 1,5% egyéb, nem hazai nemzetiségűnek (9,1% nem nyilatkozott; a kettős identitások miatt a végösszeg nagyobb lehet 100%-nál). Vallásuk szerint 30,4% volt római katolikus, 3% református, 0,3% görög katolikus, 0,3% evangélikus, 0,9% egyéb keresztény, 0,8% egyéb katolikus, 24,4% felekezeten kívüli (39,4% nem válaszolt).

## Nevezetességei

### Látnivalók

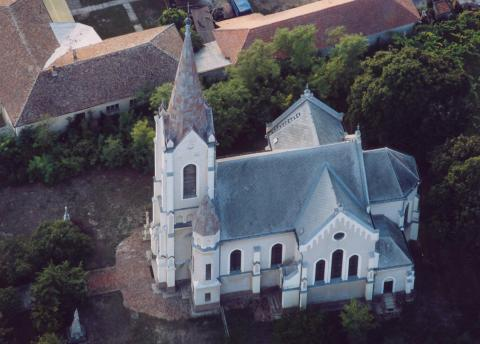
A templom légi felvételen

A katolikus Jézus Szíve-templom egy egyhajós, kereszthajóval rendelkező neogótikus stílusú épület, amely Fehér András plébános vezetésével épült fel 1911-ben, nagy részben közadakozásból. Európában csaknem egyedülálló.
A faluban határában van a tehenesi holtág kiváló horgászvíz, főleg békés halakra (amur, ponty).
A lenyűgöző hatású Köröspart is a nevezetességekhez sorolható. Nyáron strandolási lehetőség nem áll rendelkezésre, de a horgászturizmus jelentősebb. A folyó vize annyira tiszta volt, hogy az 1900-as évek elején még inni is lehetett belőle.
További látnivalónak mondható a 2006-ban felállított árvízi emlékmű is – Gyurcsek Ferenc martfűi szobrász műve – amelyet személyesen az akkori környezetvédelmi és vízügyi miniszter, Persányi Miklós és Pánczél Ferenc polgármester avatott fel.

### Helyi ünnepségek-, szokások, állandó rendezvények
Szelevényen, 2007 óta, minden évben április 20-a körül tartja az önkormányzat Szelevény napját (falunapot). Ekkor sok érdekes felvonulás, műsor és program várja az érdeklődőket. Általában a sportpályán zajlik az ünnepség, de ha rossz az idő, a közeli Petőfi Sándor Művelődési Ház ad otthont a rendezvénynek. Minden falunapon délután 2-kor ünnepi beszédet mond a polgármester, és vendégei. Az első – 2007-ben megtartott – rendezvényen először osztották ki a Szelevény díszpolgára címeket is. Délután pedig koncert várja a zenekedvelőket. Járt már itt a Fresh, a Kerozin és a MERT együttes is. 2007-ben a díszvendég Soltész Rezső volt, aki az egész ünnepség lebonyolítói közé tartozott, és a nap végén ő is meglepte a falu lakóit egy kis koncerttel.
Minden évben tartanak a szelevényiek szüreti felvonulást. Ilyenkor a faluból néhány embert hívnak össze akik lovaskocsival rendelkeznek. Ők szállítják a résztvevőket körbe a faluban, és Szelevény külterületén, Haleszban is. Néhány helyen az általános iskolások néphagyományőrző műsorát tekintheti meg a közönség.

## Külső hivatkozások
- Szelevény az utazom.com honlapján
- Szelevény a Tourinfo.hu-n
- A település térképe a terkepcentrum.hu-n Archiválva 2020. november 4-i dátummal a Wayback Machine-ben
- A Petőfi Sándor Általános Művelődési Központ Cserkeszőlő-Szelevény-Tiszasas-Tiszainoka honlapja(Az általános iskola)[halott link]
- Tóth Zsuzsanna: Szelevény és templomai. Kiegészítések a Tiszazug történetéhez. Budapest, 2004. (A Habsburgok és a Bocskay-házasság).